# Howard Biers
Howard William Richard Biers (* 3. Dezember 1904 in New York City; † 15. März 1967 ebenda) war ein US-amerikanischer Metallurg.

## Leben
Biers, Sohn von Arthur Biers und seiner Frau Anne Eleanor geb. Zoll, studierte Metallurgie an der University of Virginia (Bachelor of Science 1925) und dann am Massachusetts Institute of Technology (Master of Science 1927). Anschließend arbeitete er als Metallurg in der Forschung der Union Carbide & Carbon Research Laboratories, Inc. in New York City. 1930 wurde er nach Paris, Brüssel und London geschickt, um die europäische Stahlindustrie zu studieren.
Nach Beginn des Zweiten Weltkrieges wurde Biers 1940 Berater des  Department for Munitions and Supply der kanadischen Regierung. Auch war er der kanadische Chairman des Ferro Alloy Committee des  War Production Board und Kanadas Vertreter in der Joint United States-United Kingdom Canadian Metallurgical Mission.
1948 kehrte Biers als Berater zur Union Carbide zurück. 1954 promovierte ihn die Montanistische Hochschule Leoben zum Doctor rerum montanarum. 1955 wurde er Verkaufsdirektor der Erz-Abteilung und 1959 Senior-Berater der Union Carbide.
1963 eröffnete Biers ein eigenes Beratungsbüro. Er war Präsident des International Institute of Welding (1954–1957), Honorary Vice President des  Iron and Steel Institute in London, Delegierter der USA in der Commission Permanente International de l’Acétylène in Paris und Ehrenmitglied vieler anderer internationaler Forschungsinstitutionen und Fachgesellschaften. Seit 1934 gehörte er dem Verein Deutscher Eisenhüttenleute (VDEh) an, der ihn 1955 zum Auswärtigen Mitglied ehrenhalber ernannte. Seit 1962 betreute er die Stipendiaten der VDEh-Jubiläumsspende.
Biers starb bei der Rückkehr von seinem Büro in New York City zu seinem Landsitz in Connecticut. Er war verheiratet mit Constance Lucie Mary Herzog (seit 1937) und hatte einen Sohn: William Richard (* 1938).